# سول لاتيني
السول اللاتيني كان نوعا موسيقيا استمر لمدة قصيرة وتطور في عقد 1960 في مدينة نيويورك. تكون من خليط من موسيقى المامبو الكوبية ومكونات من الجاز اللاتيني وموسيقى السول. بالرغم من شعبيته القصيرة إلا أنه أثر بشكل كبير على حركة السالسا النامية والتي سيطرت على المشهد الموسيقي اللاتيني في نيويورك في عقد 1970. يستعمل هذا المصطلح الآن فنانون الهسبانيون اللذون ينتجون موسيقى الآر أند بي والسول.
ركز السول اللاتيني بشكل كبير على إيقاعاته الإفريقية الكوبية وكانت كلمات أغانيه بالإنجليزية غالبا. ظهر هذا النوع نتيجة لمحاولة الفنانين اللاتينيين في نيويورك أن يوسعوا نطاق موسيقاهم ليتجاوز المجتمع اللاتيتي المحلي إلى التيار الإعلامي الأمريكي الرئيسي الواسع.

## وصلات خارجية
- مقال للنيويورك تايمز حول متجر موسيقى "كازا أمايدو' الذي عزف فيه عدة فنانين للسول اللاتيني